# Laroco
Laroco (oficialmente y en gallego, Larouco) es un municipio español de la provincia de Orense, en Galicia. Perteneciente a la comarca de Valdeorras, gran parte de su población está distribuida en las pedanías que rodean a la localidad. El municipio tiene 23,7 km² y está dividido en cuatro parroquias. Está situado en un macizo montañoso, entre los términos municipales de Rúa, Petín, El Bollo y Manzaneda (también en la provincia de Orense) y el municipio de Quiroga en la provincia de Lugo.

## Geografía

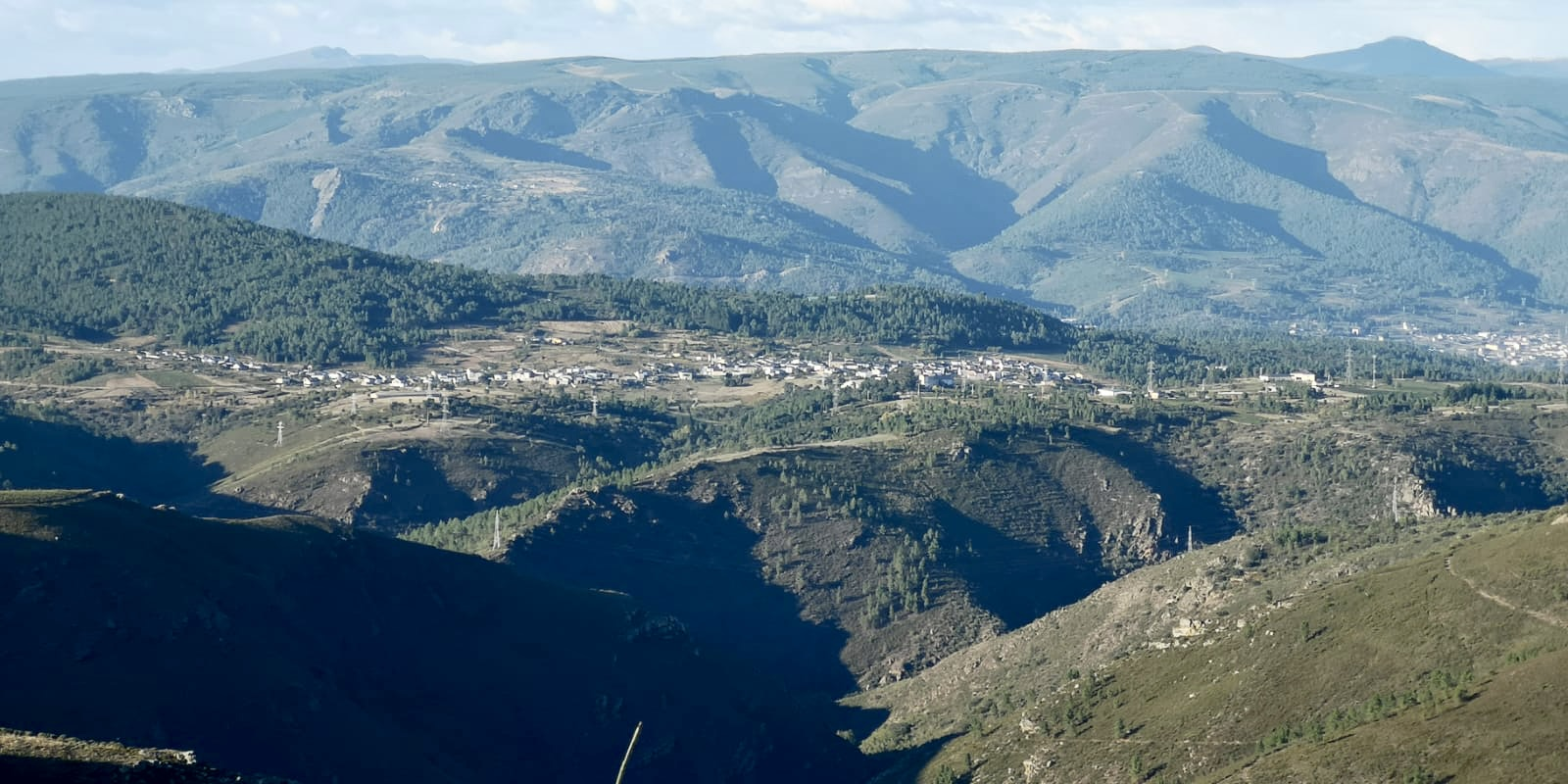
Vista panorámica de Laroco.

Integrado en la comarca de Valdeorras, se sitúa a 90 kilómetros de la capital provincial. El término municipal está atravesado por la carretera nacional N-120 en el pK 472 así como por la carretera local OU-636 que permite la comunicación con Puebla de Trives. 
Son tres las unidades de relieve que se diferencian en el término: al oeste, los montes de As Bacarizas, cuya máxima altitud es el Alto do Figueiro (861 m); hacia el este, las penillanuras de Seadur y Freixido; y finalmente, los encajonados valles que describen los ríos Sil (al norte), Bibey (al suroeste) y Jares (al sureste). As Bacarizas forma parte de las estribaciones nororientales de la sierra de Queija, localizándose allí las mayores altitudes del término. La vegetación está formada por «sotos de castaños» que coexisten con formaciones vegetales de tipo mediterráneo (jara, tomillo, romero), que abundan en la extensa superficie forestal, junto con alcornoques y olivos.
La altitud oscila entre los 861 metros al oeste (Alto do Figueiro) y los 300 metros a orillas del río Sil. El pueblo se alza a 542 metros sobre el nivel del mar. 
| Noroeste: Quiroga (Lugo) | Norte: Rúa                | Noreste: Petín            |
| Oeste: Quiroga (Lugo)    |                           | Este: Petín               |
| Suroeste: Manzaneda      | Sur: Manzaneda y El Bollo | Sureste: Petín y El Bollo |

### Orografía
La morfología del territorio de Laroco, ubicado entre 500 y 700 m de altitud, está definida por valles y bocas con presencia de pequeños recovecos de superficies aplastadas. En este sentido, es necesario tener en cuenta que en este sector las antiguas superficies de aplanamiento formadas durante el Mesozoico y Cenozoico fueron inclinadas por la tectónica Neógeno-Cuaternaria y degradadas por la acción de los ríos Sil, Bibey y Jares. El resultado fue una serie de valles profundamente incrustados y pequeñas superficies aplastadas, predominando el primero en las parroquias de Laroco y Portomourisco, y el segundo en las de Seadur y Freixido, especialmente en el segundo. Así, se puede decir que sobre los materiales de pizarra y lutita, plegados y metamorfizados por el herciniano, e inclinados por la tectónica neógena-cuaternaria, actuaron los diferentes sistemas morfogenéticos (subtropical, semiárido, glaciar, tibio) a lo largo del Cenozoico, originando el relieve actual.

### Edafología
Los materiales geológicos presentados en el municipio son principalmente gneises seguidos de areniscas, cuarcitas y filitas, además de rocas sedimentarias. La tipología de suelos es muy poco variada con un claro predominio de suelos rejuvenecidos por la erosión. En contraste con estos, tenemos los suelos asociados a las riberas del Sil y el valle hacia Portomourisco. Los sedimentos cuaternarios depositados en el fondo del valle dieron lugar a suelos permeables y porosos. Este suelo es sobre el que se asienta el núcleo urbano. Al noroeste se hallan afloramientos de granito con suelo xerofítico, así como tierra parda coluvial sobre granito muy alterado. El pH de estos suelos es eminentemente ácido, oscilando entre 5 y 5,5. En los picos montañosos orientados al oeste, el pH desciende en más de 1 punto.

### Hidrografía
Los ríos y arroyos no son importantes por el aporte de agua al municipio, sino por sus fuentes, ubicadas en las tierras orientales. Así, el Bibey, que limita con el municipio al sur, o el Jares, que fluye al este, traen sus aguas desde los macizos de Trevinca, directamente y desde Manzaneda por la Camba, Conso, etc. Los arroyos que nacen en las tierras de Laroco, eminentemente invernales, son intermitentes y en cierto modo pueden asimilarse a los lechos de agua de Mesete, llevan agua mientras duran las lluvias y se secan en primavera o principios de verano.

### Clima
Las características del relieve, fundamentalmente el cierre de los valles, sumadas a la situación del municipio en el sureste de Galicia, explican, en gran medida, la peculiaridad de su clima, claramente diferenciado de la imagen tradicional de la Galicia húmeda. En efecto, se trata de una zona con evidentes influencias mediterráneas, cuyo clima, denominado oceánico mediterráneo, se caracteriza por temperaturas medias del orden de los 15 °C, marcada oscilación térmica, meses cálidos de verano (22 °C en julio y agosto) e inviernos fríos (5 °C en enero y febrero), heladas frecuentes y escasas precipitaciones (700 mm anuales) Además, es una zona con frecuentes tormentas estivales, sobre todo por el desarrollo de nubes de origen vertical, resultado a su vez del fuerte calentamiento del suelo en los meses de verano. Por el contrario, en el invierno son frecuentes las inversiones térmicas, que originan la aparición de nieblas en el fondo de los valles.

## Geografía humana

### Demografía
Cuenta con una población de 437 habitantes (INE 2024).
| Gráfica de evolución demográfica de Laroco entre 1842 y 2021 |
| |
| Población de derecho según los censos de población del INE Población de hecho según los censos de población del INEEn estos censos se denominaba Laroco: 1842, 1857, 1860, 1877, 1887, 1897, 1900, 1910, 1920, 1930, 1940, 1950, 1960 y 1970 |

### Organización territorial
El municipio está formado por cinco entidades de población distribuidas en cuatro parroquias:
- Freijido[7]
- Laroco[7]
- Portomourisco (San Víctor)
- Seadur (Santa Marina)[9]